# Ярощук Вадим Максимович
Вадим Максимович Ярощук (нар. 2 квітня 1966) — радянський та український плавець, дворазовий бронзовий призер Олімпійських ігор 1988 року, чемпіон Європи.

## Виступи на Олімпійських іграх
| Олімпіада | Дисципліна         | Місце |
| --------- | ------------------ | ----- |
| Сеул 1988 | 100 м батерфляєм   | 8     |
| Сеул 1988 | 200 м батерфляєм   | 11    |
| Сеул 1988 | 200 м комплексом   | 3     |
| Сеул 1988 | 4x100 м комплексом | 3     |